# Дейва Марина
Дѐйва Марѝна (на италиански: Deiva Marina, на местен диалект Déiva, Дейва) е курортно село и община в северозападна Италия, провинция Специя, регион Лигурия. Разположено е на източния бряг на Лигурското море. Населението на общината е 1443 души (към 2011 г.).